# Geelbuikwespvlinder
De geelbuikwespvlinder (Synanthedon flaviventris) is een vlinder uit de familie wespvlinders (Sesiidae), onderfamilie Sesiinae.
Synanthedon flaviventris is voor het eerst wetenschappelijk beschreven door Staudinger in 1883. De soort komt voor in het Palearctisch gebied.